# Marco Streller
Marco Streller (Basilea, 18 giugno 1981) è un dirigente sportivo ed ex calciatore svizzero, di ruolo attaccante.

## Carriera

### Club
Ha iniziato la sua carriera nel club della sua città, il Basilea, nel 2000, dove ha giocato soltanto una partita. La stagione successiva si è trasferito al Concordia Basilea, nella seconda divisione svizzera. Qui ha giocato 30 partite, mettendo a segno 16 reti. Queste prestazioni hanno convinto il Basilea a ricomprarlo, ma dopo sole tre gare, lo ha ceduto al Thun. Ancora una volta si riscatta, siglando 8 gol in 16 partite.
Torna nuovamente a Basilea per la stagione 2003-04 e questa volta riesce a confermarsi, segnando ben 13 reti in 16 presenze, numeri che gli valgono il trasferimento in Germania nel gennaio del 2004, allo Stoccarda. In 28 presenze giocate in tre campionati differenti, è riuscito a segnare soltanto 4 reti e la società decide di mandarlo in prestito al Colonia. Al suo ritorno, non riesce ad imporsi e, nel 2007, torna al Basilea.
Il 6 marzo 2015 annuncia di volersi ritirare dall'attività agonistica a fine stagione. Il 29 maggio 2015 si ritira dal calcio giocato.

### Nazionale
Internazionale dal 2003, ha fatto parte delle rose per il campionato d'Europa 2004, per il campionato del mondo 2006 e per il campionato d'Europa 2008. Ha dovuto però rinunciare agli Europei 2004 a causa di un infortunio. Dopo una partita contro il Liechtenstein, ha annunciato il ritiro dalla Nazionale, per la mancanza dell'appoggio dei tifosi, proprio poco tempo prima di Euro 2008, ma Ottmar Hitzfeld, tecnico della Svizzera a partire da luglio 2008, lo ha convinto a fare marcia indietro. Ta i 23 scelti per disputare il campionato del mondo 2010, un infortunio al ginocchio poco prima dell'inizio della manifestazione lo ha costretto al forfait; è stato sostituito da Albert Bunjaku.

## Statistiche
Statistiche aggiornate al 28 aprile 2019.

| Stagione          | Squadra          | Campionato       | Campionato | Campionato | Coppe nazionali | Coppe nazionali | Coppe nazionali | Coppe continentali | Coppe continentali | Coppe continentali | Altre coppe | Altre coppe | Altre coppe | Totale | Totale |
| Stagione          | Squadra          | Comp             | Pres       | Reti       | Comp            | Pres            | Reti            | Comp               | Pres               | Reti               | Comp        | Pres        | Reti        | Pres   | Reti   |
| ----------------- | ---------------- | ---------------- | ---------- | ---------- | --------------- | --------------- | --------------- | ------------------ | ------------------ | ------------------ | ----------- | ----------- | ----------- | ------ | ------ |
| 2001-2002         | Basilea          | A                | 1          | 0          | -               | -               | -               | Int.               | 2                  | 0                  | -           | -           | -           | 3      | 0      |
| ago.2002          | Basilea          | A                | 2          | 0          | -               | -               | -               | -                  | -                  | -                  | -           | -           | -           | 2      | 0      |
| 2002-2003         | Thun             | A                | 7          | 2          | -               | -               | -               | -                  | -                  | -                  | -           | -           | -           | 7      | 2      |
| 2003-gen.2004     | Basilea          | A                | 16         | 13         | -               | -               | -               | CU                 | 4                  | 1                  | -           | -           | -           | 20     | 14     |
| gen.2004-giu.2004 | Stoccarda        | A                | 13         | 3          | -               | -               | -               | -                  | -                  | -                  | -           | -           | -           | 13     | 3      |
| 2004-2005         | Stoccarda        | A                | 8          | 0          | -               | -               | -               | CU                 | 1                  | 0                  | -           | -           | -           | 9      | 0      |
| 2005-gen-2006     | Stoccarda        | A                | 7          | 1          | -               | -               | -               | CU                 | 2                  | 0                  | -           | -           | -           | 9      | 1      |
| gen.2006-giu.2006 | Colonia          | A                | 14         | 3          | -               | -               | -               | -                  | -                  | -                  | -           | -           | -           | 14     | 3      |
| 2006-2007         | Stoccarda        | A                | 27         | 5          | CG              | 3               | 0               | -                  | -                  | -                  | -           | -           | -           | 30     | 5      |
| Totale Stoccarda  | Totale Stoccarda | Totale Stoccarda | 41         | 6          | -               | 3               | 0               | -                  | 3                  | 0                  | -           | -           | -           | 47     | 6      |
| 2007-2008         | Basilea          | A                | 23         | 12         | -               | -               | -               | CU                 | 5                  | 4                  | -           | -           | -           | 28     | 16     |
| 2008-2009         | Basilea          | A                | 23         | 6          | -               | -               | -               | UCL                | 4                  | 0                  | -           | -           | -           | 27     | 6      |
| 2009-2010         | Basilea          | A                | 29         | 21         | -               | -               | -               | UEL                | 9                  | 5                  | -           | -           | -           | 38     | 26     |
| 2010-2011         | Basilea          | A                | 27         | 11         | CS              | 1               | 0               | UCL                | 6                  | 1                  | UEL         | 1           | 1           | 34     | 12     |
| 2011-2012         | Basilea          | A                | 30         | 13         | CS              | 1               | 1               | UCL                | 7                  | 2                  | -           | -           | -           | 38     | 16     |
| 2012-2013         | Basilea          | A                | 32         | 14         | CS              | 2               | 0               | UCL                | 6                  | 1                  | UEL         | 11          | 4           | 51     | 19     |
| 2013-2014         | Basilea          | A                | 25         | 10         | CS              | 2               | 1               | UCL                | 8                  | 1                  | UEL         | 2           | 3           | 37     | 15     |
| 2014-2015         | Basilea          | A                | 24         | 12         | CS              | 1               | 0               | UCL                | 5                  | 1                  | -           | -           | -           | 31     | 13     |
| Totale Basilea    | Totale Basilea   | Totale Basilea   | 232        | 112        | -               | 7               | 2               | -                  | 52                 | 16                 | -           | 14          | 8           | 299    | 137    |
| Totale carriera   | Totale carriera  | Totale carriera  | 307        | 126        | -               | 10              | 2               | -                  | 59                 | 16                 | -           | 14          | 8           | 376    | 144    |

### Cronologia presenze e reti in nazionale
| Cronologia completa delle presenze e delle reti in nazionale ― Svizzera | Cronologia completa delle presenze e delle reti in nazionale ― Svizzera | Cronologia completa delle presenze e delle reti in nazionale ― Svizzera | Cronologia completa delle presenze e delle reti in nazionale ― Svizzera | Cronologia completa delle presenze e delle reti in nazionale ― Svizzera | Cronologia completa delle presenze e delle reti in nazionale ― Svizzera | Cronologia completa delle presenze e delle reti in nazionale ― Svizzera | Cronologia completa delle presenze e delle reti in nazionale ― Svizzera |
| Data                                                                    | Città                                                                   | In casa                                                                 | Risultato                                                               | Ospiti                                                                  | Competizione                                                            | Reti                                                                    | Note                                                                    |
| ----------------------------------------------------------------------- | ----------------------------------------------------------------------- | ----------------------------------------------------------------------- | ----------------------------------------------------------------------- | ----------------------------------------------------------------------- | ----------------------------------------------------------------------- | ----------------------------------------------------------------------- | ----------------------------------------------------------------------- |
| 11-10-2003                                                              | Basilea                                                                 | Svizzera                                                                | 2 – 0                                                                   | Irlanda                                                                 | Qual. Euro 2004                                                         | -                                                                       | 65’                                                                     |
| 18-02-2004                                                              | Rabat                                                                   | Marocco                                                                 | 2 – 1                                                                   | Svizzera                                                                | Amichevole                                                              | -                                                                       | 64’                                                                     |
| 31-3-2004                                                               | Heraklion                                                               | Grecia                                                                  | 1 – 0                                                                   | Svizzera                                                                | Amichevole                                                              | -                                                                       | 53’                                                                     |
| 12-10-2005                                                              | Dublino                                                                 | Irlanda                                                                 | 0 – 0                                                                   | Svizzera                                                                | Qual. Mondiali 2006                                                     | -                                                                       | 54’                                                                     |
| 17-8-2005                                                               | Oslo                                                                    | Norvegia                                                                | 0 – 2                                                                   | Svizzera                                                                | Amichevole                                                              | -                                                                       | 46’                                                                     |
| 12-11-2005                                                              | Berna                                                                   | Svizzera                                                                | 2 – 0                                                                   | Turchia                                                                 | Qual. Mondiali 2006                                                     | -                                                                       | 77’ 86’                                                                 |
| 16-11-2005                                                              | Istanbul                                                                | Turchia                                                                 | 4 – 2                                                                   | Svizzera                                                                | Qual. Mondiali 2006                                                     | 1                                                                       | 33’ 52’ 87’                                                             |
| 1-3-2006                                                                | Glasgow                                                                 | Scozia                                                                  | 1 – 3                                                                   | Svizzera                                                                | Amichevole                                                              | -                                                                       | 73’                                                                     |
| 27-5-2006                                                               | Basilea                                                                 | Svizzera                                                                | 1 – 1                                                                   | Costa d'Avorio                                                          | Amichevole                                                              | -                                                                       |                                                                         |
| 3-6-2006                                                                | Zurigo                                                                  | Svizzera                                                                | 4 – 1                                                                   | Cina                                                                    | Amichevole                                                              | 2                                                                       |                                                                         |
| 16-8-2006                                                               | Vaduz                                                                   | Liechtenstein                                                           | 1 – 4                                                                   | Svizzera                                                                | Amichevole                                                              | -                                                                       |                                                                         |
| 2-9-2006                                                                | Basilea                                                                 | Svizzera                                                                | 1 – 0                                                                   | Venezuela                                                               | Amichevole                                                              | -                                                                       | 68’                                                                     |
| 6-9-2006                                                                | Ginevra                                                                 | Svizzera                                                                | 2 – 0                                                                   | Costa Rica                                                              | Amichevole                                                              | 1                                                                       | 46’                                                                     |
| 11-10-2006                                                              | Innsbruck                                                               | Austria                                                                 | 2 – 1                                                                   | Svizzera                                                                | Amichevole                                                              | 1                                                                       |                                                                         |
| 15-11-2006                                                              | Basilea                                                                 | Svizzera                                                                | 1 – 2                                                                   | Brasile                                                                 | Amichevole                                                              | -                                                                       | 46’                                                                     |
| 13-6-2006                                                               | Stoccarda                                                               | Francia                                                                 | 0 – 0                                                                   | Svizzera                                                                | Mondiali 2006 - 1º turno                                                | -                                                                       | 57’                                                                     |
| 19-6-2006                                                               | Dortmund                                                                | Togo                                                                    | 0 – 2                                                                   | Svizzera                                                                | Mondiali 2006 - 1º turno                                                | -                                                                       | 77’                                                                     |
| 26-6-2006                                                               | Colonia                                                                 | Svizzera                                                                | 0 – 0 dts (0 – 3 dtr)                                                   | Ucraina                                                                 | Mondiali 2006 - Ottavi di finale                                        | -                                                                       | 64’                                                                     |
| 7-2-2007                                                                | Düsseldorf                                                              | Germania                                                                | 3 – 1                                                                   | Svizzera                                                                | Amichevole                                                              | 1                                                                       | 57’                                                                     |
| 22-3-2007                                                               | Kingston                                                                | Svizzera                                                                | 2 – 0                                                                   | Giamaica                                                                | Amichevole                                                              | 1                                                                       | 46’                                                                     |
| 25-3-2007                                                               | Miami                                                                   | Svizzera                                                                | 1 – 3                                                                   | Colombia                                                                | Amichevole                                                              | -                                                                       | 46’ 88’                                                                 |
| 2-6-2007                                                                | Basilea                                                                 | Svizzera                                                                | 1 – 1                                                                   | Argentina                                                               | Amichevole                                                              | 1                                                                       |                                                                         |
| 22-8-2007                                                               | Ginevra                                                                 | Svizzera                                                                | 2 – 1                                                                   | Paesi Bassi                                                             | Amichevole                                                              | -                                                                       | 56’                                                                     |
| 7-9-2007                                                                | Vienna                                                                  | Svizzera                                                                | 2 – 1                                                                   | Cile                                                                    | Amichevole                                                              | 1                                                                       | 46’                                                                     |
| 13-10-2007                                                              | Zurigo                                                                  | Svizzera                                                                | 3 – 1                                                                   | Austria                                                                 | Amichevole                                                              | 2                                                                       | 77’                                                                     |
| 17-10-2007                                                              | Basilea                                                                 | Svizzera                                                                | 0 – 1                                                                   | Stati Uniti                                                             | Amichevole                                                              | -                                                                       | 45’ 46’                                                                 |
| 24-5-2008                                                               | Lugano                                                                  | Svizzera                                                                | 2 – 0                                                                   | Slovacchia                                                              | Amichevole                                                              | -                                                                       | 64’                                                                     |
| 30-5-2008                                                               | San Gallo                                                               | Svizzera                                                                | 3 – 0                                                                   | Liechtenstein                                                           | Amichevole                                                              | -                                                                       | 59’                                                                     |
| 7-6-2008                                                                | Berna                                                                   | Svizzera                                                                | 0 – 1                                                                   | Rep. Ceca                                                               | Euro 2008 - 1º turno                                                    | -                                                                       |                                                                         |
| 12-8-2009                                                               | Basilea                                                                 | Svizzera                                                                | 0 – 0                                                                   | Italia                                                                  | Amichevole                                                              | -                                                                       | 68’                                                                     |
| 14-11-2009                                                              | Ginevra                                                                 | Svizzera                                                                | 0 – 1                                                                   | Norvegia                                                                | Amichevole                                                              | -                                                                       | 56’                                                                     |
| 3-3-2010                                                                | San Gallo                                                               | Svizzera                                                                | 1 – 3                                                                   | Uruguay                                                                 | Amichevole                                                              | -                                                                       | 46’                                                                     |
| 7-9-2010                                                                | Basilea                                                                 | Svizzera                                                                | 1 – 3                                                                   | Inghilterra                                                             | Qual. Euro 2012                                                         | -                                                                       | 46’                                                                     |
| 8-10-2010                                                               | Podgorica                                                               | Montenegro                                                              | 1 – 0                                                                   | Svizzera                                                                | Qual. Euro 2012                                                         | -                                                                       | 67’                                                                     |
| 12-10-2010                                                              | Basilea                                                                 | Svizzera                                                                | 4 – 1                                                                   | Galles                                                                  | Qual. Euro 2012                                                         | 1                                                                       |                                                                         |
| 9-2-2011                                                                | Ta' Qali                                                                | Malta                                                                   | 0 – 0                                                                   | Svizzera                                                                | Amichevole                                                              | -                                                                       | 46’                                                                     |
| 26-3-2011                                                               | Sofia                                                                   | Bulgaria                                                                | 0 – 0                                                                   | Svizzera                                                                | Qual. Euro 2012                                                         | -                                                                       |                                                                         |
| Totale                                                                  |                                                                         | Presenze                                                                | 37                                                                      |                                                                         | Reti                                                                    | 12                                                                      |                                                                         |

## Palmarès

### Club

#### Competizioni nazionali
- Campionato tedesco: 1

Stoccarda: 2006-2007
- Campionato svizzero: 7

Basilea: 2007-2008, 2009-2010, 2010-2011, 2011-2012, 2012-2013, 2013-2014, 2014-2015
- Coppa Svizzera: 3

Basilea: 2007-2008, 2009-2010, 2011-12